# Nombres de Japón

Emblema Imperial del Japón

Los nombres de Japón, en japonés contemporáneo, son Nippon (にっぽん?)ⓘ y Nihon (にほん?)ⓘ, ambos escritos en kanji como 日本. La palabra española "Japón" y sus variaciones usadas en otros idiomas son exónimos. Estos habrían tenido su origen en el idioma chino mandarín y malayo, desde donde fueron adoptados por comerciantes portugueses.
El nombre japonés Nippon se utiliza para la mayoría de los propósitos oficiales  incluyendo el dinero japonés, sellos de correo japoneses y para muchos de los eventos deportivos internacionales. Nihon es un término más informal y moderno, se usa en el lenguaje oral y en las noticias.

## Etimología

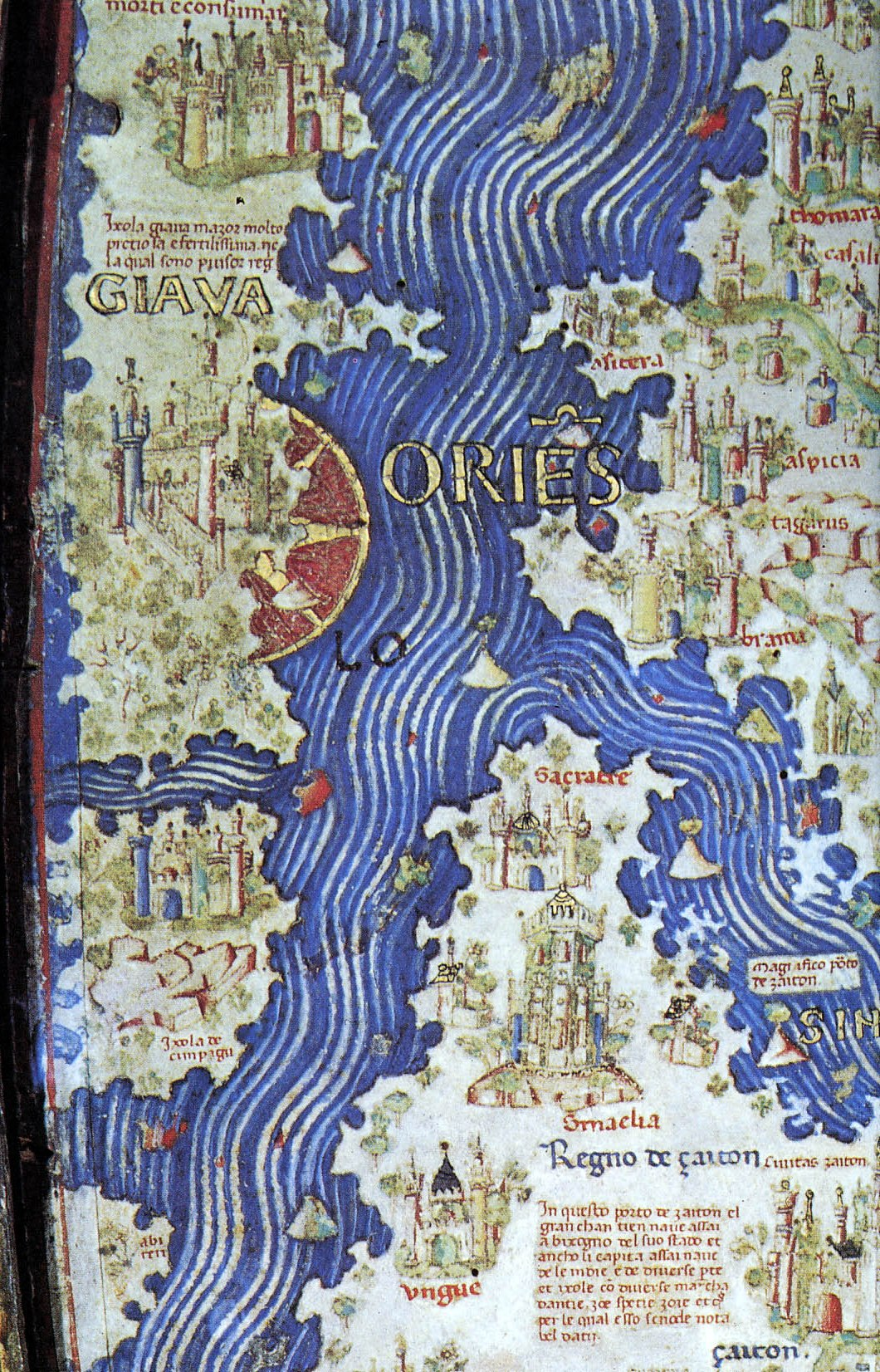
Cipango en el 1453 mapa de Fra Mauro, la primera representación conocida occidental de la isla.

### Sol naciente

Bandera de guerra del Ejército Imperial Japonés, la Bandera del Sol Naciente

Ambos términos Nippon y Nihon significan "donde el sol nace". En kanji se escribe como 日本, usando los símbolos 日, 'sol' y 本, 'origen, base, comienzo', siendo así su significado literal "el origen del sol" o "la base del sol". Esta nomenclatura se refiere a la posición oriental de Japón respecto a China, y proviene de la correspondencia imperial con tal país durante la Dinastía Tang.

### Wa

Ideograma de Wa, formado por el radical de "persona" (a la izquierda) y el elemento fonético "Wa" a la derecha (que se representa por una planta de arroz en la parte superior y una mujer en la parte inferior).

Antes de que la palabra Nihon empezara a ser usada oficialmente, Japón era conocido como  (倭 Wa?) o  (倭国 Wakoku?). Wa era el primer nombre usado en China para el pequeño grupo étnico que vivía en Japón durante el Periodo de los Tres Reinos.
Aunque la etimología de Wa permanece incierta, los textos antiguos chinos hablan ya de un antiguo pueblo residente en el Archipiélago del Japón (probablemente en Kyūshū), llamado *ʼWā o *ʼWər 倭. En una de sus investigaciones, Edward Hallett Carrrecopiló varias propuestas acerca de la etimología de Wa, con significados que van desde "viable" (basándose en la transcripción de los pronombres japoneses en primera persona waga (我が?  "mi, nuestro") y ware (我?  "yo, nosotros, uno mismo") hasta "vergüenza" (según la grafía en japonés de Wa como 倭, con la implicación de "enano"), y resume las implicaciones para el Wā en su acepción de "japonés" como resultado de la variación de dos etimologías «Comportamiento "sumiso" o físicamente "bajo"». La primera explicación de "sumiso u obediente" comenzó a ser usada con el diccionario Shuowen Jiezi del año 121 de su era. Define 倭 como shùnmào 順皃 "apariencia obediente/sumisa/dócil", que gráficamente explica a la "persona; humana' radical con una fonética wěi 委 "se", y cita el poema Shi Jing. "Es concebible que, cuando los chinos encontraron por primera vez a los japoneses", Carr sugiere que "los transcribieron como Wa que significa" espalda doblada "WA *" es 'compatible' con inclinación/obediencia. Esta característica aparece en las primeras referencias históricas a Japón. El respeto se demuestra en cuclillas y los japoneses lo manifiestan ya sea en cuclillas, o de rodillas con las dos manos en el suelo. Koji Nakayama interpreta wēi 逶 "sinuosidad" como "llevada demasiado lejos " y eufemísticamente traduce Wō 倭 como "separado desde el continente." 
La segunda etimología de wō 倭 significa "enano; persona corta" tiene un posible cognado en ǎi 矮 "persona de baja estatura; mirmidón, enano; bajo", wō 踒 "cepa; esguince; piernas dobladas", y wò 臥 "acostarse, agacharse, sentarse (animales)". Historias tempranas dinásticas chinas se referían a Zhūrúguó 侏儒國 "país pigmeo/enano" localizado al sur de Japón, asociado posiblemente con las islas de Okinawa o Ryukyu. Carr cita el precedente histórico de construir Wa como "pueblo sumiso" y la leyenda del "País de los Enanos" como evidencia de la etimología de "gente pequeña" como desarrollo secundario.

### Yamato
Los chinos, coreanos y japoneses escribían regularmente Wa o Yamato (Japón) con el carácter chino 倭 hasta el siglo VIII, cuando los japoneses encontraron fallas en ello, sustituyéndolo por 和 "armonía, paz, balance". Con carácter retroactivo, este grafismo fue adoptado en el Japón para describir al país, a menudo combinado con el carácter 大 (だい/dai), que literalmente significa "Grande", más parecido a los nombres usados por muchas naciones, para escribir el preexistente Yamato (大和) (e.g., como 大清帝國 Gran Imperio Qing, 大英帝國 Gran Imperio Británico). Sin embargo, la pronunciación Yamato no puede ser formada por los sonidos de sus caracteres constituyentes, se refiere a un lugar en Japón y se especula con que originalmente significaba "Puerta de la Montaña" (山戸). Otros nombres en textos originales chinos eran País Yamatai (邪馬台国), donde la Reina Himiko vivió. Cuando hi no moto, la forma indígena japonesa para decir "origen del sol", era escrita en kanji, recibía los caracteres 日本. Con el tiempo, estos caracteres se comenzaron a leer con lecturas pseudo-chinas, en primer lugar, Nippon y más tarde Nihon.

### Nippon
Nippon apareció en la historia solo a finales del siglo VII. El Libro de Tang (舊唐書), en una de las Veinticuatro Historias, afirma que al enviado japonés le disgustó el nombre de su país Woguo (倭國), cambiándolo a Nippon (日本), u "Origen del Sol". Otra crónica del siglo VIII, El verdadero significado de Shiji (史記正義), afirma que la emperatriz china Wu Zetian ordenó al enviado japonés cambiar el nombre a Nippon.

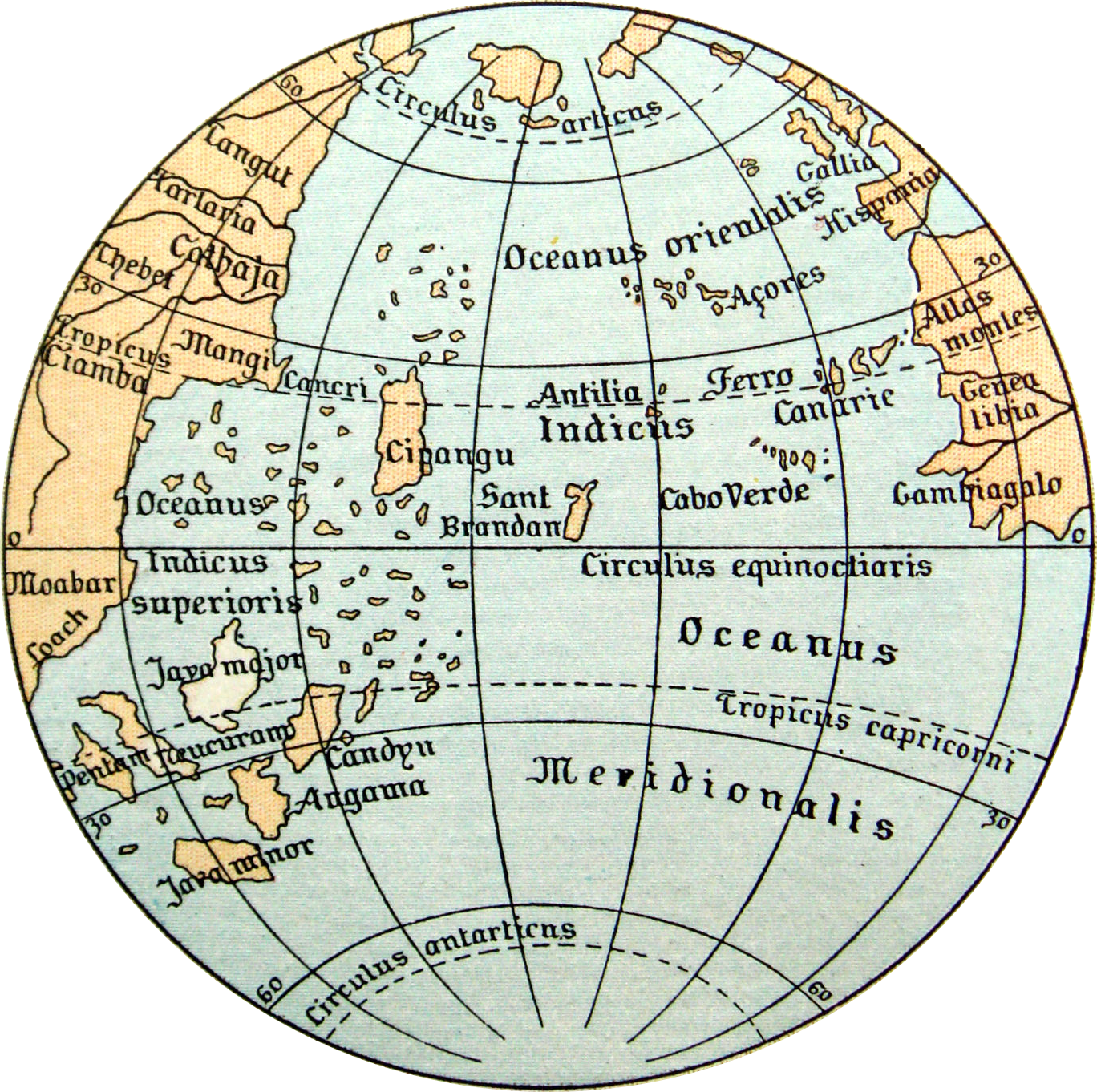
Cipangu descrita en el Globo de Martin Behaim de 1492.

### Palabra española Japón
La palabra española Japón llegó por las rutas de comercio primitivas. Las primeras palabras en chino mandarín o chino wu para Japón fueron registradas por Marco Polo como Chipangu. La pronunciación en shanghainés moderno (呉語) (el lenguaje chino wu o topolecto) de los caracteres 日本 (Japón) es aún Zeppen. La vieja palabra malaya para Japón, Jepang (la pronunciación moderna es Jepun, sin embargo, el indonesio retuvo la pronunciación antigua), fue tomado del idioma chino, y esta palabra malaya fue encontrada por comerciantes portugueses de Malaca en el siglo XVI. Se cree que los comerciantes portugueses fueron los primeros en llevar la palabra a Europa. Fue registrada por primera vez en inglés en 1577 escrita como Giapan. Mucho antes lo fue en portugués y español como Iapam o Iapon.
En inglés, el título oficial moderno del país es simplemente Japan, uno de los pocos nombres de estado que no posee un formato largo. El nombre oficial en el idioma japonés es Nippon-koku o Nihon-koku (日本国?  literalmente "Estado del Japón" o "Estado Japonés"). Desde la Restauración Meiji hasta el final de la Segunda Guerra Mundial, el título completo de Japón era "Gran Imperio de Japón" (大日本帝國 Dai Nipon Teikoku?). Una representación más poética del nombre de Japón durante este período fue "El imperio del sol". El nombre oficial de la nación fue modificado después de la aprobación de la constitución de la posguerra. El título de "Estado de Japón" se usa a veces, hoy en día, como equivalente coloquial. [cita requerida]

### Nombres comerciales
Aunque Nippon o Nihon todavía son los nombres más populares de Japón en el interior del país, recientemente las palabras extranjeras Japan e incluso Jipangu (de Chipango, véase más adelante) se han utilizado en japonés, sobre todo por empresas con el fin de dar un aire extranjero a sus marcas.

## Históricos
Misioneros portugueses y españoles llegaron a Japón a finales del siglo XVI. En el curso de su aprendizaje del idioma japonés, crearon varias gramáticas y diccionarios del japonés medio. El diccionario de 1603-1604 Vocabvlario da lingoa de Iapam contiene dos entradas para Japón: Nifon e iippon.
El título del Diccionario (vocabulario del idioma del Japón) ilustra que la palabra portuguesa para Japón en ese tiempo era Iapam. Traduce más de 32.000 palabras en japonés antiguo al portugués. Existen una versión traducida al español (1630) y al francés (1869).

### Nifon
Históricamente la /h/ japonesa ha sufrido una serie de cambios fonológicos. Originalmente *[p], evolucionó en ɸ y eventualmente en la moderna [h]. Nótese que la moderna /h/todavía es pronunciada [ɸ] cuando es seguida por /u/.
El japonés medio nifon se convirtió en el japonés moderno nihon vía cambios regulares fonológicos

### Jipon
Antes de la romanización del japonés, los portugueses desarrollaron su propia romanización. En ella, /zi/ es escrita indiferentemente ii o ji. En el estilo moderno Hepburn, iippon podría ser descrito como jippon. No hay cambios fonológicos que expliquen esto.
Etimológicamente, jippon es similar a nippon en que pueden ser lecturas alternativas de 日本. El kanji inicial 日 puede ser leído /ziti/ or /zitu/. Compuestos con -fon (本), eso lo convierte regularmente en jippon.
A diferencia del doblete nihon/nippon', no hay evidencia para *jihon.

### Nihon y Nippon
El nombre japonés para Japón, 日本, está formado por los caracteres 日 (nichi; ni?  "sol" o "día"), y 本 (hon?  "origen" o "base"). La combinación de estos adquiere el significado de "origen del sol" o "salida del sol" (desde la perspectiva geográfica china el sol salía en Japón); de aquí proviene la creencia popular occidental de que Japón es la "Tierra del Sol Naciente".[cita requerida]
El nombre puede pronunciarse como Nihon o Nippon, siendo ambas lecturas del tipo on'yomi. La existencia de dos lecturas posibles se debe a un proceso llamado rendaku, mediante el cual la pronunciación de ciertas consonantes en medio de una palabra compuesta cambia a su versión sonora o geminada. En este caso, el carácter hon cambia a pon, y a su vez nichi cambia a nip.
Ambas pronunciaciones se consideran correctas. Sin embargo, Nippon se prefiere para fines oficiales, utilizándose por ejemplo en billetes, estampillas, y eventos deportivos internacionales, así como en el nombre oficial del país, Nippon koku (日本国?  literalmente "Estado de Japón"). Fuera de esto, no hay reglas fijas que determinen la pronunciación, en algunos casos una forma es simplemente más común que la otra. Por ejemplo, los japoneses en general llaman a su lengua nihongo, aunque raramente se pronuncia como nippongo. Otro caso es el nombre para el Banco de Japón (日本銀行?), que en el papel moneda figura como Nippon Ginko, pero a menudo se le refiere como Nihon Ginkō (en los medios de comunicación, por ejemplo).
Otros casos donde Nippon se usa siempre o con mayor frecuencia son:
- Nippon-koku kenpō (Constitución de Japón)[15]
- Ganbare Nippon! (una expresión de aliento utilizada en eventos deportivos internacionales, cuyo significado aproximado es "¡Da lo mejor de ti, Japón!")
- Zen Nippon Kūyu (All Nippon Airways)
- Nippon-bashi (un distrito de compras en Osaka)

En cambio, el término Nihon es usado casi siempre en los siguientes compuestos:
- Nihon-bashi (un puente en Tokio)
- Nihon Daigaku (Universidad Nihon)[17]
- Nihon-go (Idioma japonés)
- Nihon-jin (Pueblo japonés)[13]
- Nihon-kai (Mar de Japón)[18]
- Nihon Kōkū (Japan Airlines)
- Nihon-shoki (un viejo libro de historia, jamás llamado Nippon shoki)[19]

### Jipangu
Como se mencionó anteriormente, la palabra inglesa para "Japón" tiene una derivación indirecta, pero lingüistas creen que se derivó en parte de la lengua portuguesa, registrada del primigenio chino mandarín o de la palabra del chino wu para Japón: Cipan (日本), que se representa en pinyin como Riben, y literalmente se traduce como "país del origen del sol". Guo en chino significa "reino", por lo que como alternativa podría ser traducido como Japón-guó".
Cipango fue mencionada por primera vez en Europa en las cuentas de los viajes de Marco Polo. Aparece por primera vez en un mapa de Europa en el mapa de Fra Mauro en 1457, sin embargo, aparece mucho antes en mapas chinos y coreanos como Kangnido. Después de las cuentas de Marco Polo, Cipango se pensó que era fabulosamente rica en plata y oro, lo que en la época medieval era en gran medida correcto, debido a la actividad volcánica de las islas y la posibilidad de acceder a minerales preciosos sin tener que recurrir a tecnologías (no disponibles) de minería profunda.
La pronunciación en Shanghainés moderno es Zeppen. En japonés moderno, Cipangu es transliterado como ジパング el cual a su vez es transliterado al inglés en Jipangu, Zipangu, Jipang, o Zipang. Jipangu (ジパング) como nombre ofuscado de Japón acaba de entrar en boga para films, anime, video games japoneses, etc.

## Otros nombres

### Nombres clásicos
Estos nombres fueron inventados después de la introducción del idioma chino al japonés, y aparecen en los textos históricos para fechas legendarias prehistóricas y también en los nombres de dioses y emperadores de Japón:
- Ōyashima (大八洲) es decir, el gran país de las ocho (o muchas) islas,[20] Awaji, Iyo (después Shikoku), Oki, Tsukushi (luego Kyūshū), Iki, Tsushima, Sado, y Yamato (más tarde, Honshū). En la antigüedad, Hokkaidō, Chishima, y Okinawa no eran parte de Japón. Las ocho islas se refieren a la creación de las ocho principales islas de Japón por los dioses Izanami y Izanagi en la mitología japonesa, así como el hecho de que la palabra "ocho" era usada como sinónimo de "muchos".
- Yashima (八島)
- Fusō (扶桑)
- Mizuho (瑞穂), que se refiere a una cepa de arroz.
- Shikishima (敷島)
- Akitsushima (秋津島), que significa "isla de las libélulas",[21] o Toyo-akitsushima (豊秋津島); Toyo significa "abundante", y akitsu significa "libélula".
- Toyoashihara no mizuho no kuni (豊葦原の瑞穂の国), Ashihara no Nakatsukuni, Tierra Central de las Llanuras de Caña (葦原中国).

La transcripción katakana ジャパン, de la palabra inglesa Japan, es a veces encontrada en japonés, por ejemplo en los nombres de organizaciones que esperan proyectar una imagen internacional.

### Otras naciones del este asiático
Dōngyáng (東洋) y Dōngyíng (東瀛) –ambas literalmente significan, "Océano del Este" – son términos chinos para referirse a Japón en forma exótica cuando se contrasta con otras regiones del Eurasia oriental; sin embargo, estos mismos términos también son usados para referirse a toda el Asia Oriental al contrastar "Oriente", con "Occidente". Han sido considerados como términos peyorativos cuando se usa en el sentido de "Japón". Pueden ser contrastada con Nanyang (Océano Austral), que se refiere al sudeste de Asia y Xiyang (Mar Occidental), que se refiere a la mundo occidental. En idioma japonés e idioma coreano, la palabra china para "Mar del Este" (pronunciado como Tōyō en japonés y como Dongyang (동양) en coreano) sólo se utiliza para referirse a Oriente (incluyendo el Asia oriental y el Sudeste Asiático), en general, y no se utiliza en el sentido chino más específico de "Japón".
El nombre chino de Japón es Rìběn, término que deriva de la pronunciación en mandarín de los caracteres 日本 ( nihon?). La pronunciación cantonesa es [jɐt˨ pun˧˥], la pronunciación en Shanghainés (chino Wu) es Tzeppen [zəʔpən], y la pronunciación Min Nan (Hokkien) es Ji̍t-pún. Esto está influenciado por el nombre Thai para Japón, Yipun (ญี่ปุ่น). En coreano, Japón es denominado Ilbon (일본/日本), que es la pronunciación coreana del nombre chino-coreano, y en chino-vietnamita, Japón se llama Nhật Bản (también entendido como Nhựt Bổn).
Existen registros de personas cuyo idioma nativo es Hokkien donde se utilizó para Japón el término ue-kok (倭國). En el pasado, en Corea se usaba 倭國, pronunciado waeguk (왜국).